# Chiyo Akiyama-Wagner
Chiyo Akiyama-Wagner, född 22 september 1930 i Sapporo, Japan är en japansk-svensk målare.
Hon är dotter till Konoshin Akiyama och hans hustru Tetsu och från 1966 gift med Nándor Wagner. Efter universitetsstudier i Tokyo 1949–1953 studerade hon konst i Japan. Hon fortsatte sin konstutbildning vid Emerson College i Boston 1957–1959 och kom till Sverige 1962 där hon studerade konst för sin blivande man i Lund. Tillsammans med sin man flyttade hon åter till Japan 1970. Bland hennes offentliga arbeten märks väggdekorationer i Filipstad och på ett HSB-hus i Tranås. Hennes konst består av figurmotiv, stilleben, porträtt och landskapsskildringar i skiftande tekniker.